# Thierry Duprey du Vorsent
Pour les articles homonymes, voir Duprey.
Thierry Duprey du Vorsent  est un navigateur et un skipper professionnel français, né le 2 avril 1970.

## Biographie
Il habite à Cancale en Ille-et-Vilaine, marié, deux enfants. Depuis Mars 2014, il est boat captain navigant du maxi trimaran Spindrift 2. 

## Palmarès
- 2000 : Skipper: Transat Quebec/St Malo ( Gitana X )
- 2001 : Skipper :Transat Jacques Vabres / Challenge Mondial Assistance ( Gitana X )
- 2002 : Equipier/Boat Captain: 3e du Grand Prix de Lorient et 4e Grand Prix de Fécamp avec Marc Guillemot.
- 2004 : 4e du Grand Prix de Fécamp - 10e de la Course Québec-Saint-Malo
- 2005 : 5e du Grand Prix de Corse - 5e de l'IB Group Challenge - 4e de la Transat Jacques-Vabre
- 2006 : 5e de la Course Londres-Nice - 10e de la Route du Rhum-La Banque Postale
- 2007 : 22e du Trophée BPE